# Lancia

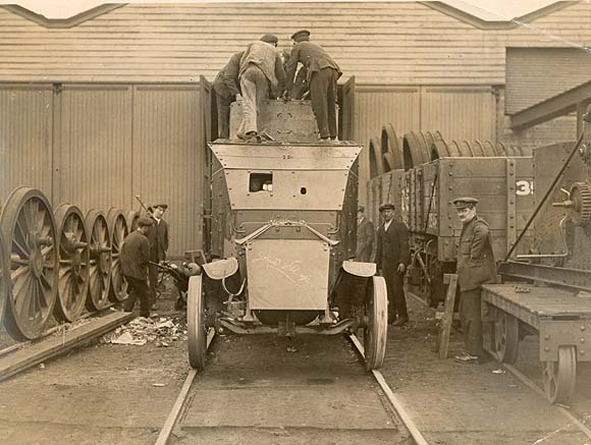
Один из около 50-ти бронеавтомобилей «Lancia», переоборудованных в 1921 — 1923 годах на железнодорожном заводе в Инчикоре для использования на железных дорогах Инженерным корпусом (Ирландия).

Lancia Automobiles S.p.A. — итальянская автомобилестроительная компания. Основное производство расположено в Турине, Италия. Основана в 1906 году Винченцо Лянча (Vincenzo Lancia).

## История
27 ноября 1906 года известный гонщик Винченцо Лянча вместе со своим компаньоном Клаудио Фоджолином основал в Турине фирму Fabbrica Automobili Lancia.

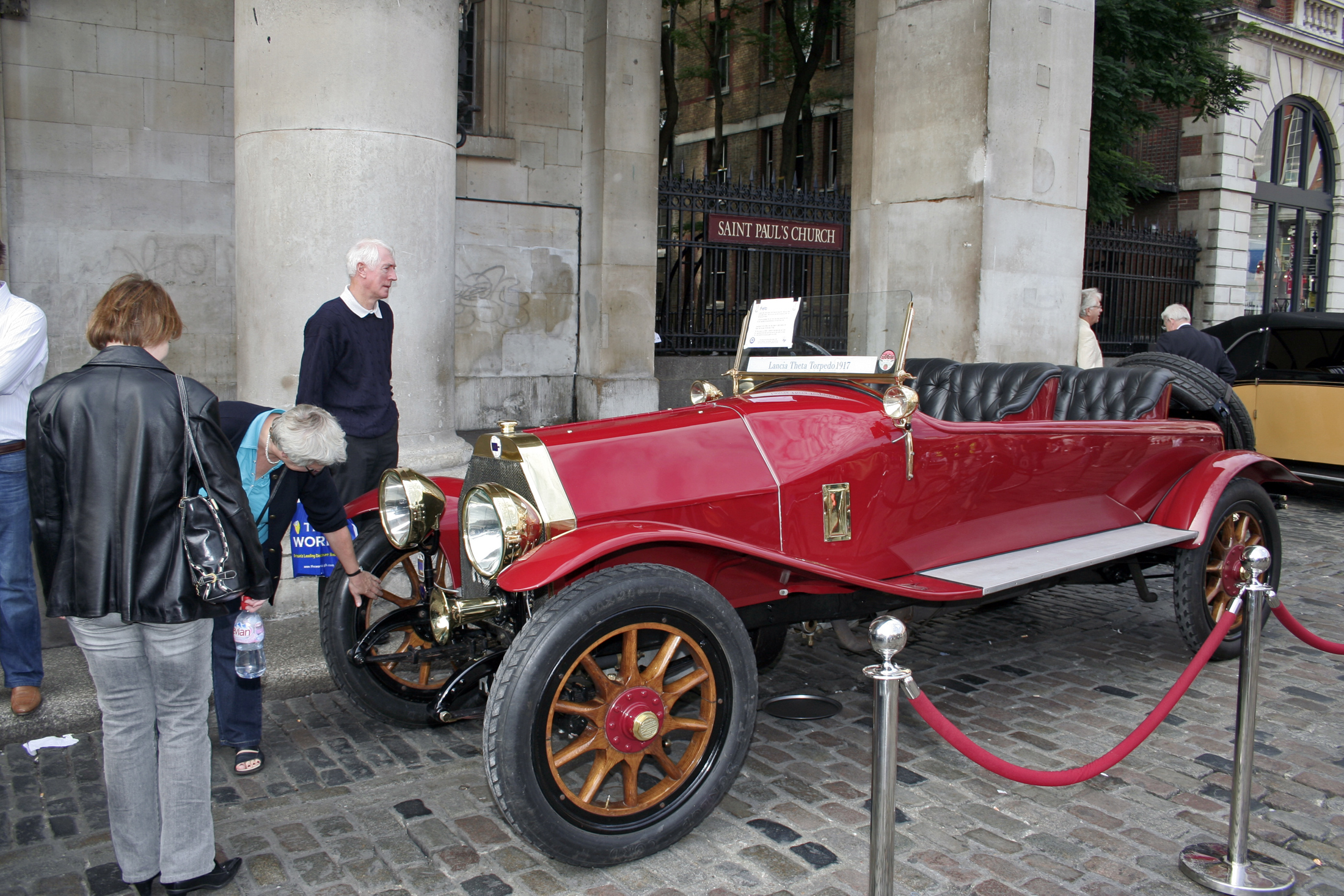
Lancia Theta

Спустя десять месяцев, 23 сентября 1907 года, из ворот завода выехал первый автомобиль под маркой Lancia. Это была модель 18-24 HP. Позже, по совету старшего брата, Винченцо стал называть свои машины буквами греческого алфавита. Первая модель получила имя Alpha. В 1908 году на базе Alpha была создана модель Dialpha с шестицилиндровым двигателем. В 1913 году появилась модель Theta. Именно на этой модели впервые было серийно установлено электроосвещение (другие производители предлагали его в качестве опции). Также Theta запомнилась, как очень надежный автомобиль.

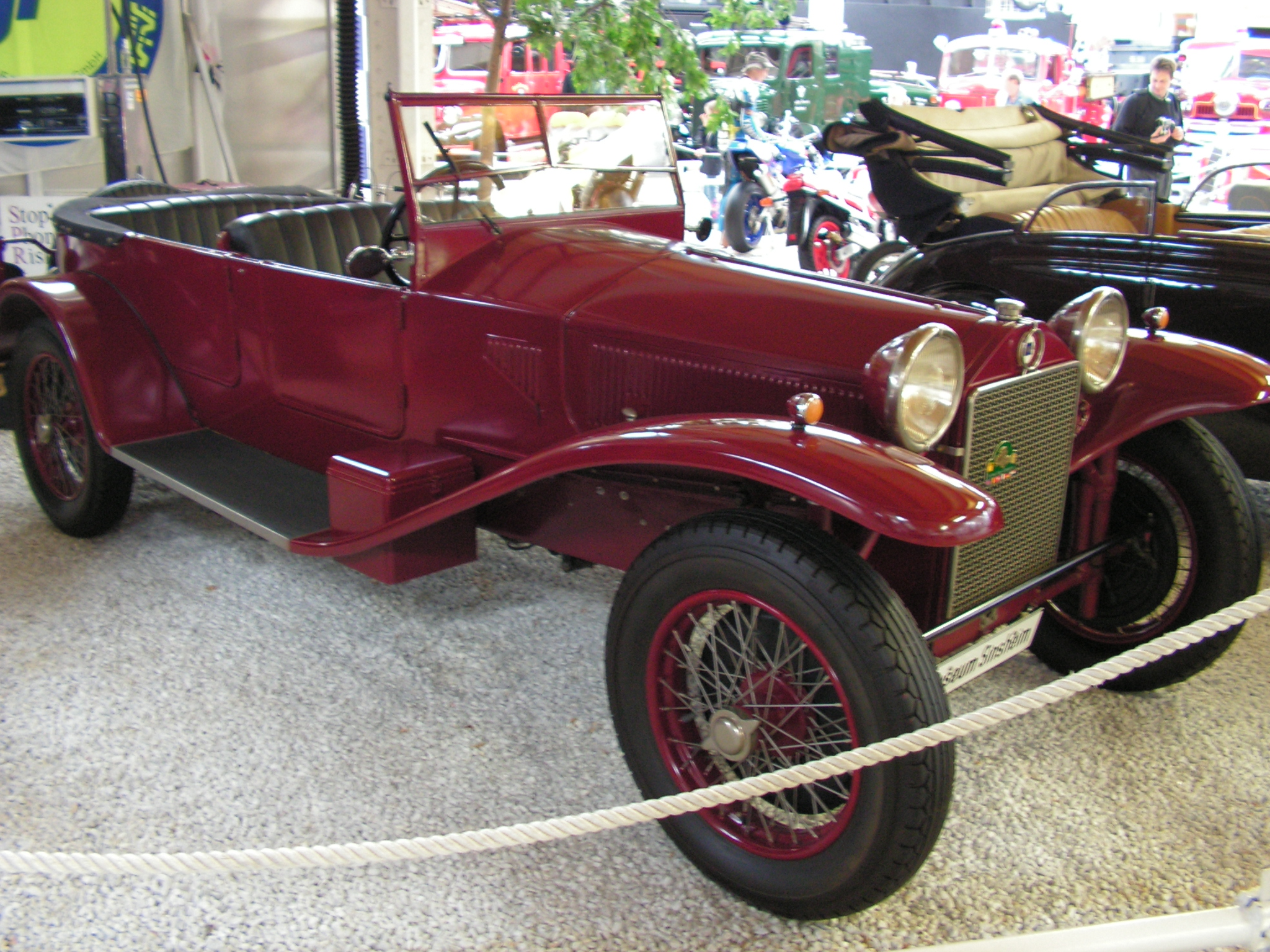
Lancia Lambda

В период Первой мировой войны Lancia стала военным предприятием и перешла на выпуск грузовиков и бронетехники. В этот период были разработаны новые двигатели: 8- и 12-цилиндровые. После войны площадь заводских территорий уже составляла 60 000 м². 
В 1921 году из ворот завода выехал первый в мире автомобиль с несущим кузовом — модель Lambda. Помимо несущего кузова у неё была также независимая подвеска. Машина выпускалась с 1921 по 1931 годы.

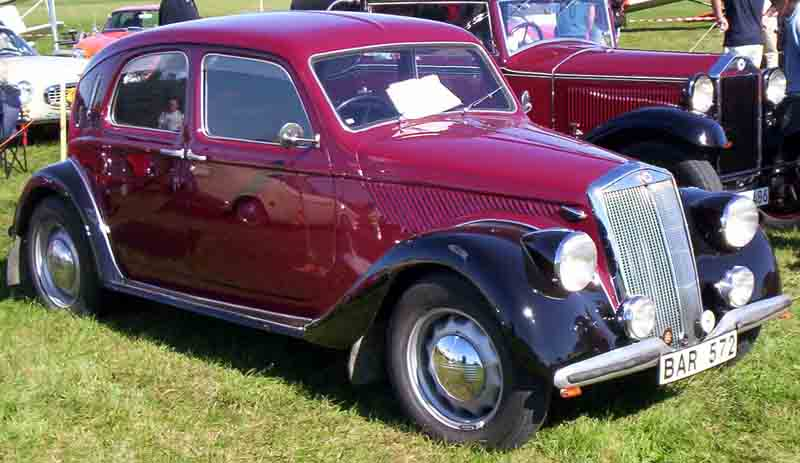
Lancia Aprilia

Следующей этапной моделью стала Astura. Благодаря запатентованному механизму, соединяющему двигатель и раму, в салоне не чувствовались вибрации силового агрегата.
Последней моделью, в разработке которой принял участие Винченцо Лянча, стала Aprilia. 15 февраля 1937 года Винченцо Лянча умер. В том же году Aprilia стала на конвейер.
На смену Aprilia пришла новая модель Aurelia. Кузов для этой машины был спроектирован ателье Pininfarina, а конструктором выступил Витторио Яно (создатель автомобилей Alfa Romeo 20-30-х годов). У этой машины была своя особенность — на неё был установлен 6-цилиндровый V-образный двигатель (тогда считалось, что сбалансировать его невозможно).

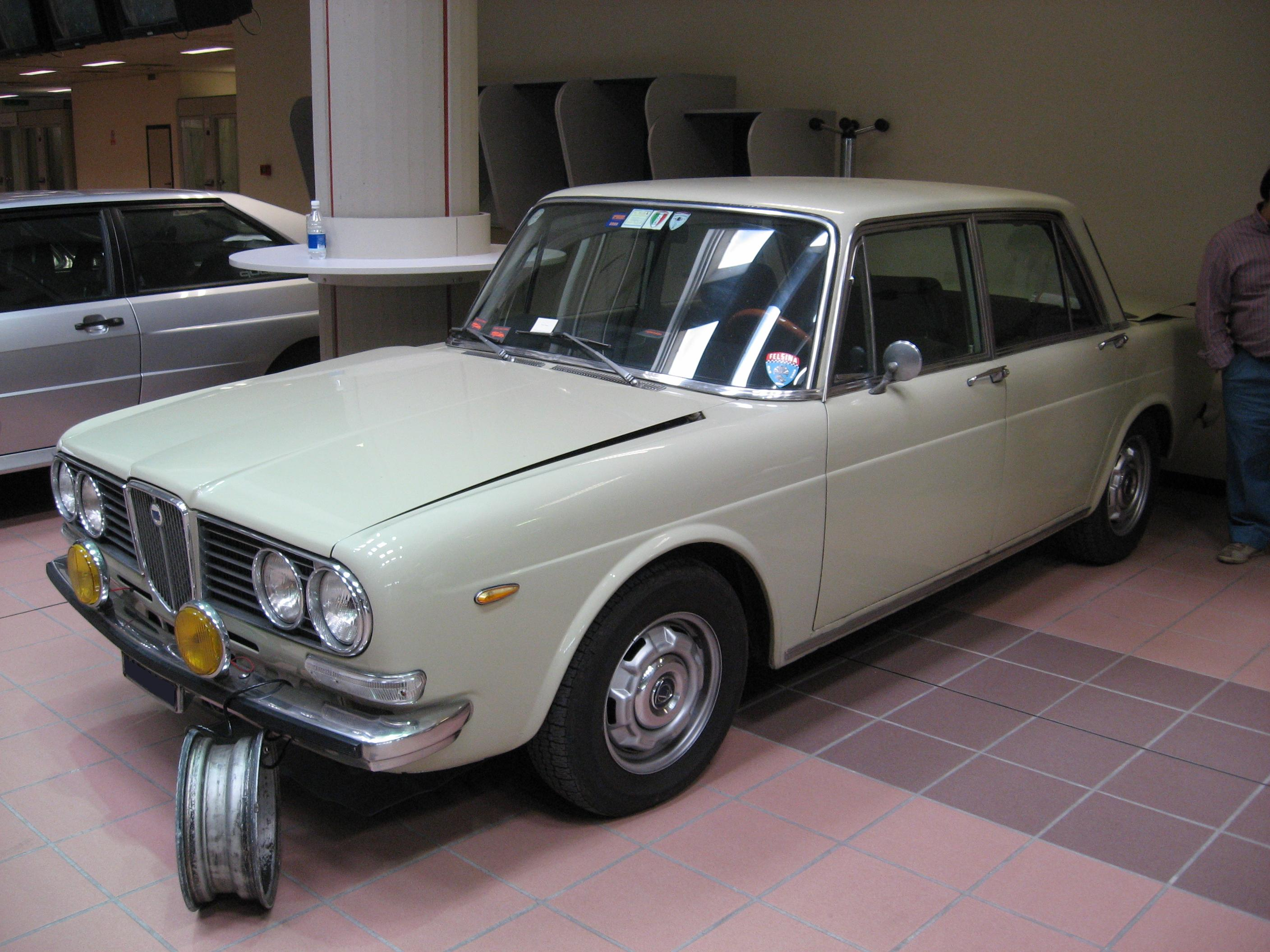
Lancia Flavia

В 1960 году Lancia отказалась от классической схемы, представив первую переднеприводную машину Flavia, спроектированную Антонио Фессья (Antonio Fessia), знаменитым создателем Topolino. На «Flavia» установили 4-цилиндровый оппозитный мотор рабочим объёмом 1498 см³, через 3 года увеличенным до 1798 см³.
В 1969 году «Лянча» вошла в состав концерна Fiat.
В 1972 году на рынке появились Lancia Beta с поперечно расположенными моторами, имевшими по два верхних распределительных вала. В 1972 году также была создана спортивная модель Stratos со среднемоторной компоновкой. На эту машину устанавливался двигатель V6 Ferrari Dino мощностью 190 л.с. Три года подряд Lancia Stratos выигрывала чемпионат мира по ралли.
В 1984 году была выпущена Lancia Thema, представлявшая собой перелицованный Fiat Croma. С 1994 года покупателям предлагается 8-местный универсал повышенной вместимости Lancia Zeta, унифицированный с Fiat Ulysse, Peugeot 806 и Citroen Evasion.
С апреля 2017 года под маркой Лянча производится единственная модель Lancia Ypsilon, которая предлагается исключительно на итальянском рынке, в рамках принятого в 2015 году решения прекратить продвижение марки.
В 2024 году представлено новое поколение Lancia Ypsilon, которое в рамках новой стратегии ознаменовало возвращение марки в внешние рынки: в 2024 году бренд вновь представлен в Бельгии, Нидерландах, Франции и Испании, а в 2025 году — в Германии. В 2025 году запланирован выход высокопроизводительной версии Ypsilon HF, оснащенной электродвигателем мощностью 240 л.с. 
Помимо нового поколения Ypsilon, в рамках плана развития марки запланирован выход кроссовера Lancia Gamma в 2026 году и нового поколения хэтчбека Lancia Delta в 2028 году.

## Сотрудничество с другими автопроизводителями
В 1969 году Lancia приняла предложение ФИАТа о продаже контрольного пакета акций. Но несмотря на вхождение в состав Fiat Lancia продолжила самостоятельную разработку новых моделей таких, как Stratos, Delta, Gamma и Beta.
В 1980-х компания тесно сотрудничала с Saab. Модель Delta продавалась в Швеции как Saab 600, а Lancia Thema была построена на одной платформе с Fiat Croma, Saab 9000 и Alfa Romeo 164.

## Модельный ряд

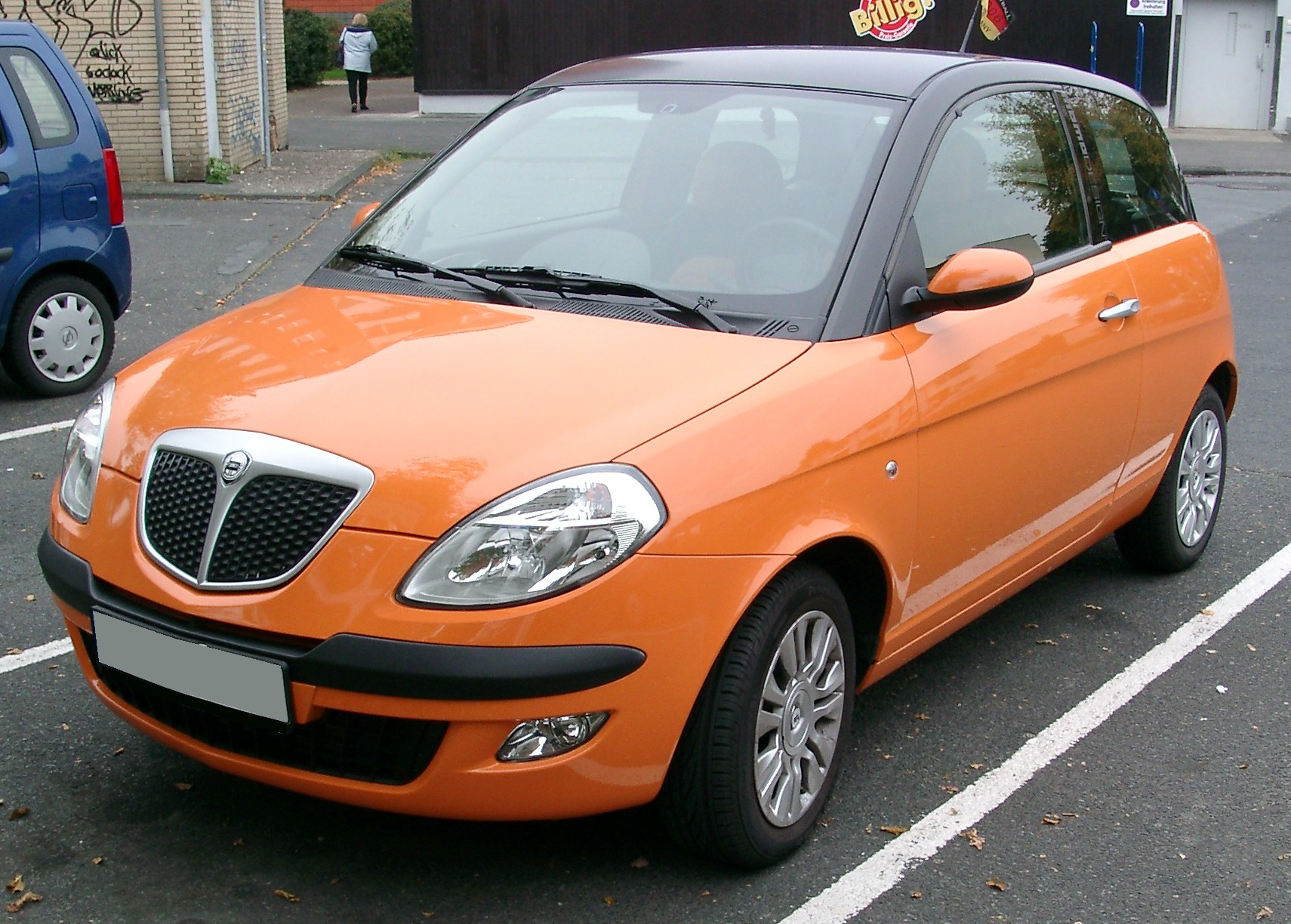
Lancia Ypsilon

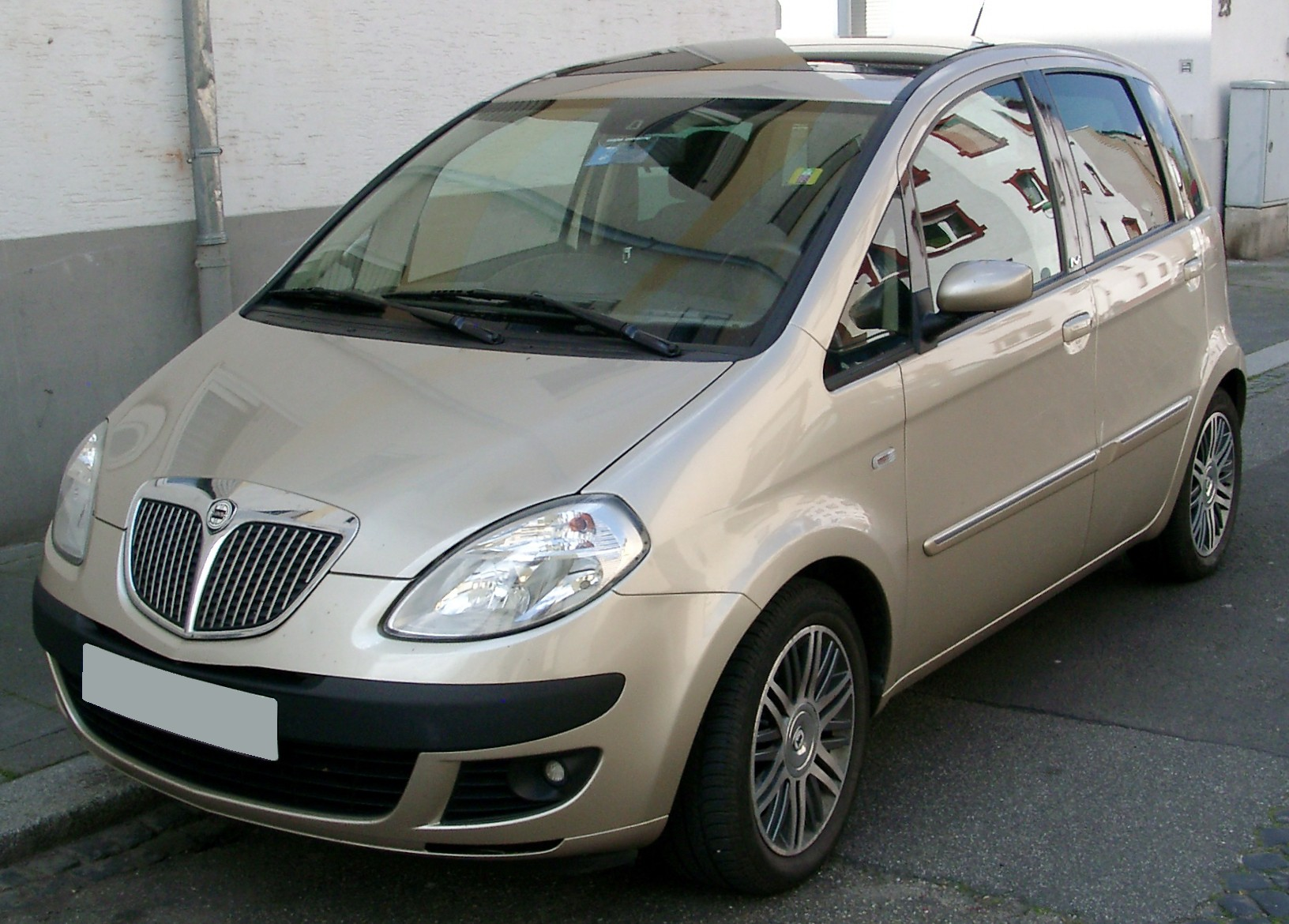
Lancia Musa

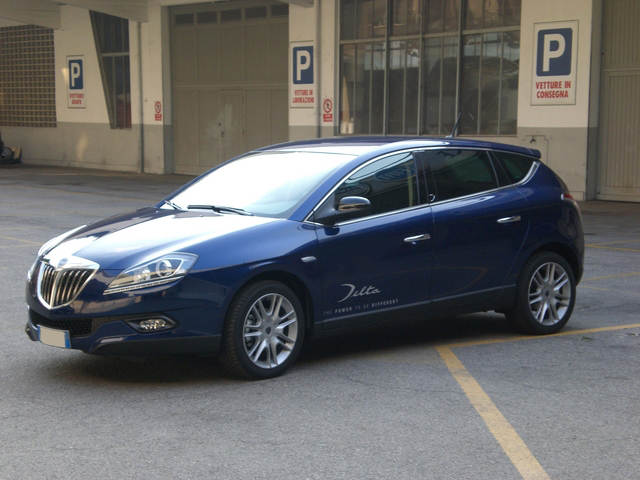
Lancia Delta

### Lancia Ypsilon
Ypsilon — автомобиль В-класса выпускающийся с 2003 года. Является самой продаваемой моделью марки Lancia.

### Lancia Musa
Musa относится к классу микровэнов, выпускалась с 2004 по 2012 г.

### Lancia Delta
Delta — автомобиль гольф-класса, впервые представлен на международном автосалоне во Франкфурте в 1979 году

### Lancia Dedra
Dedra — автомобиль гольф-класса, выпускавшийся с 1989 по 2000 год.

### Lancia Kappa
Kappa — автомобиль бизнес-класса компании Lancia, выпускавшийся с 1994 по 2000 год.

### Lancia Thesis
Thesis — седан бизнес-класса, выпускался с 2002 по 2009 год.

### Lancia Phedra
Phedra — Минивэн, выпускавшийся заводом Sevel Nord, расположенным рядом с Валенсьеном, Франция.

### Lancia Lybra
Lybra — компактный автомобиль бизнес-класса, производившийся итальянской компанией Fiat под маркой Lancia с 1998 по 2005 годы.

## Другая продукция

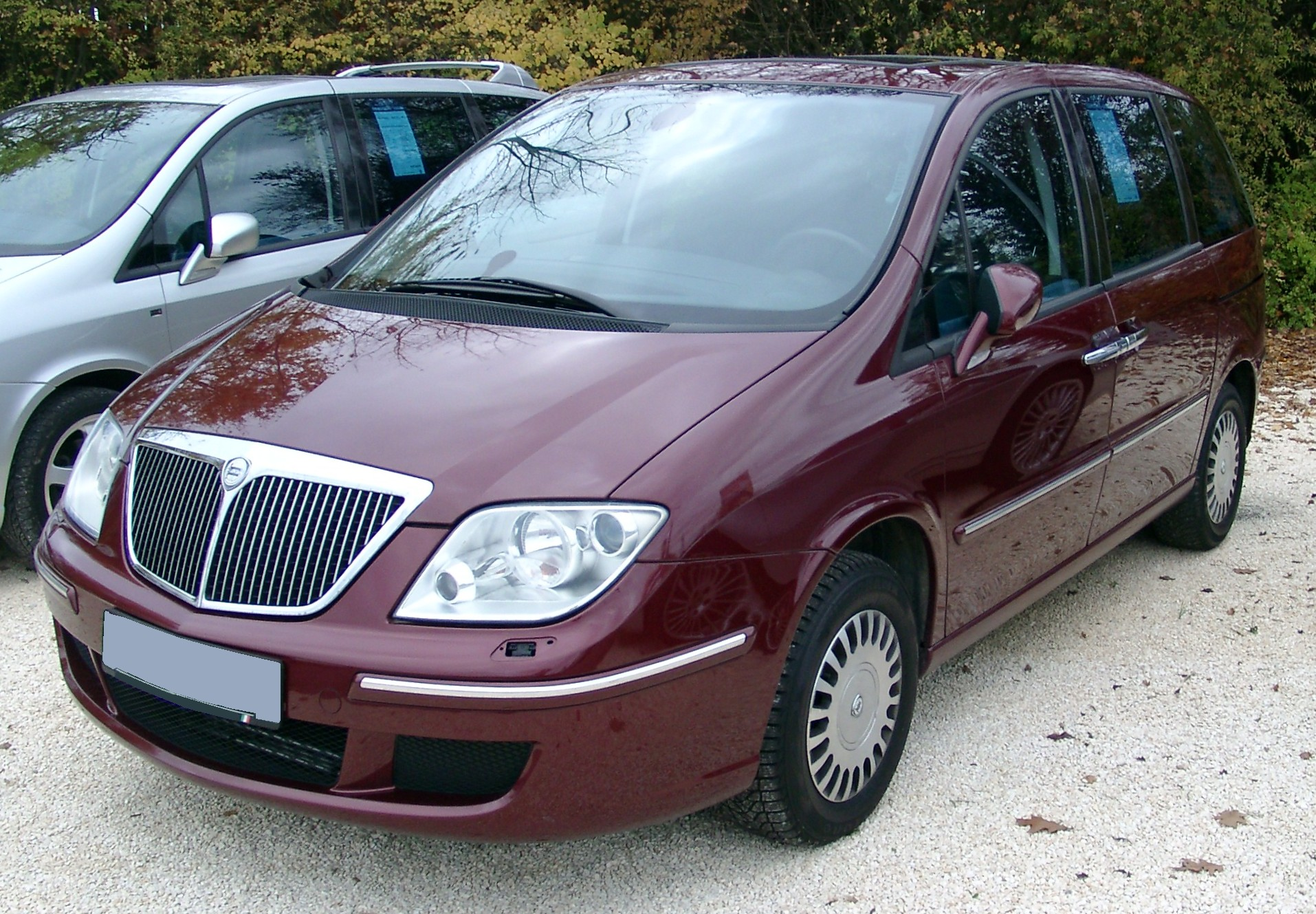
Lancia Phedra

Кроме легковых автомобилей Lancia также выпускала обычные и лёгкие коммерческие грузовики (LCV), троллейбусы, автобусы, военную технику, спецмашины.

### Лёгкие коммерческие грузовики
- Lancia Beta / Lancia Beta Diesel
- Lancia Jolly
- Lancia Superjolly

### Грузовики
- Lancia Eta
- Lancia Jota (1915)
- Lancia Dijota (1915)
- Lancia Triota (1921)
- Lancia Tetrajota (1921)
- Lancia Pentajota (1924)
- Lancia Esajota
- Lancia Eptajota (1927)
- Lancia Omicron
- Lancia Ro (1932)
- Lancia Ro-Ro (1935)
- Lancia 3Ro (1938)
- Lancia EsaRo (1941)

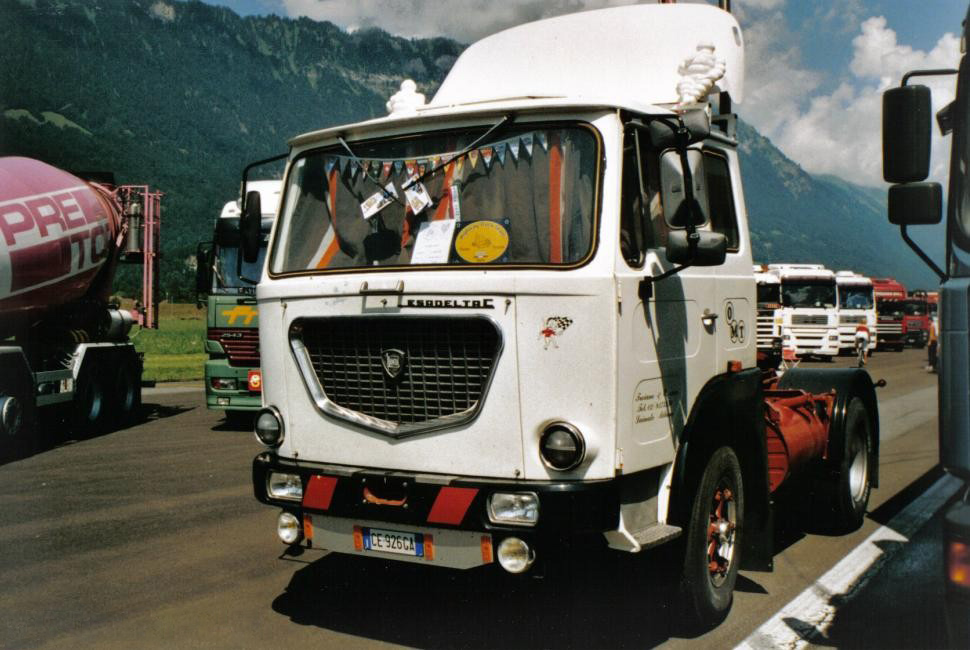
Lancia Esadelta

- Lancia E 290 (1941) на электротяге
- Lancia 6Ro (1947)
- Lancia Esatau (1950—1968)
- Lancia Beta / Lancia Beta Diesel
- Lancia Esatau B (1955)
- Lancia Beta Diesel (1959) Lancia Beta 190
- Lancia Esadelta B (1959)
- Lancia Esadelta C (1969)
- Lancia Esagamma (1968)

### Автобусы
- Lancia Trijota
- Lancia Tetrajota
- Lancia Omicron
- Lancia Ro
- Lancia Esatau
- Lancia Esagamma

### Троллейбусы

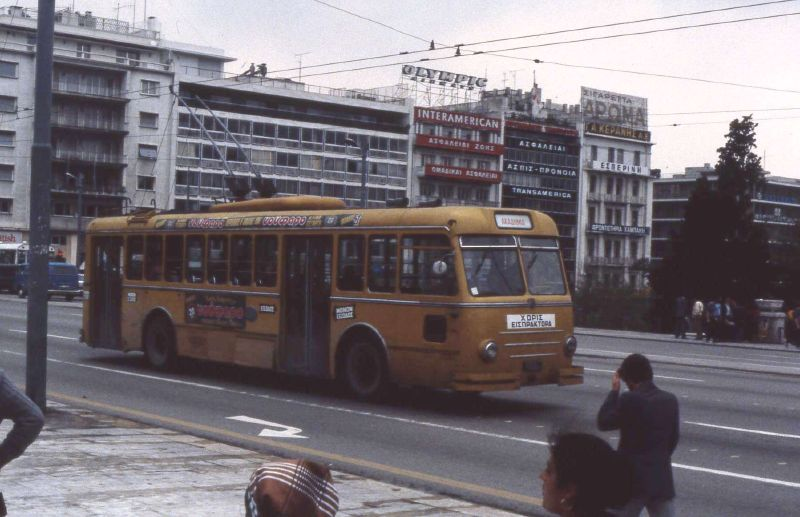
Троллейбус Lancia Esatau V11 в Афинах.

- Lancia Esatau V11

### Военная техника
- Lancia IZ (1912) бронированный автомобиль
- Lancia 3Ro (1939) грузовик
- Lancia EsaRo (1942) грузовик
- Lancia Lince (1942) бронированный автомобиль — копия Daimler Dingo MK I
- Lancia 6Ro (1948)
- Lancia CL51 (Z 20) (1954)
- Lancia TL51 (Z 30) (1954)

## Статистика производства 1907—1918
За год
- 1907—1908: 131 (только автомобили)
- 1909: 150 (только автомобили)
- 1910: 258 (только автомобили)
- 1911: 357 (только автомобили)
- 1912: 405 (402 автомобили, 3 грузовые автомобили)
- 1913: 447 (390 автомобили, 57 грузовые автомобили)
- 1914: 462 (457 автомобили, 5 грузовые автомобили)
- 1915: 511 (393 автомобили, 118 грузовые автомобили)
- 1916: 686 (415 автомобили, 271 грузовые автомобили)
- 1917: 855 (392 автомобили, 463 грузовые автомобили)
- 1918: 894 (35 автомобили, 859 грузовые автомобили)

Всего за период 1907—1918: 5156 штук (3380 автомобили, 1776 грузовые автомобили)
Автомобили (3380 в целом)
- 12 HP (tipo 51)(Alfa): 108
- 18/24 HP (tipo 53)(Dialfa): 23
- 15/20 HP (tipo 54)(Beta): 150
- 20 HP (tipo 55)(Gamma): 258
- 20/30 HP (tipo 56 e forse 57)(Delta-Didelta): 303
- 20/30 HP (tipo 58)(Epsilon): 351
- 35/50 HP (tipo 60)(Eta): 491
- 25/35 HP (tipo 61)(Theta): 1696

Грузовики (1776 в целом)
- 1Z: 91
- Jota: 1517
- Diota: 1

## В автогонках

### Формула-1

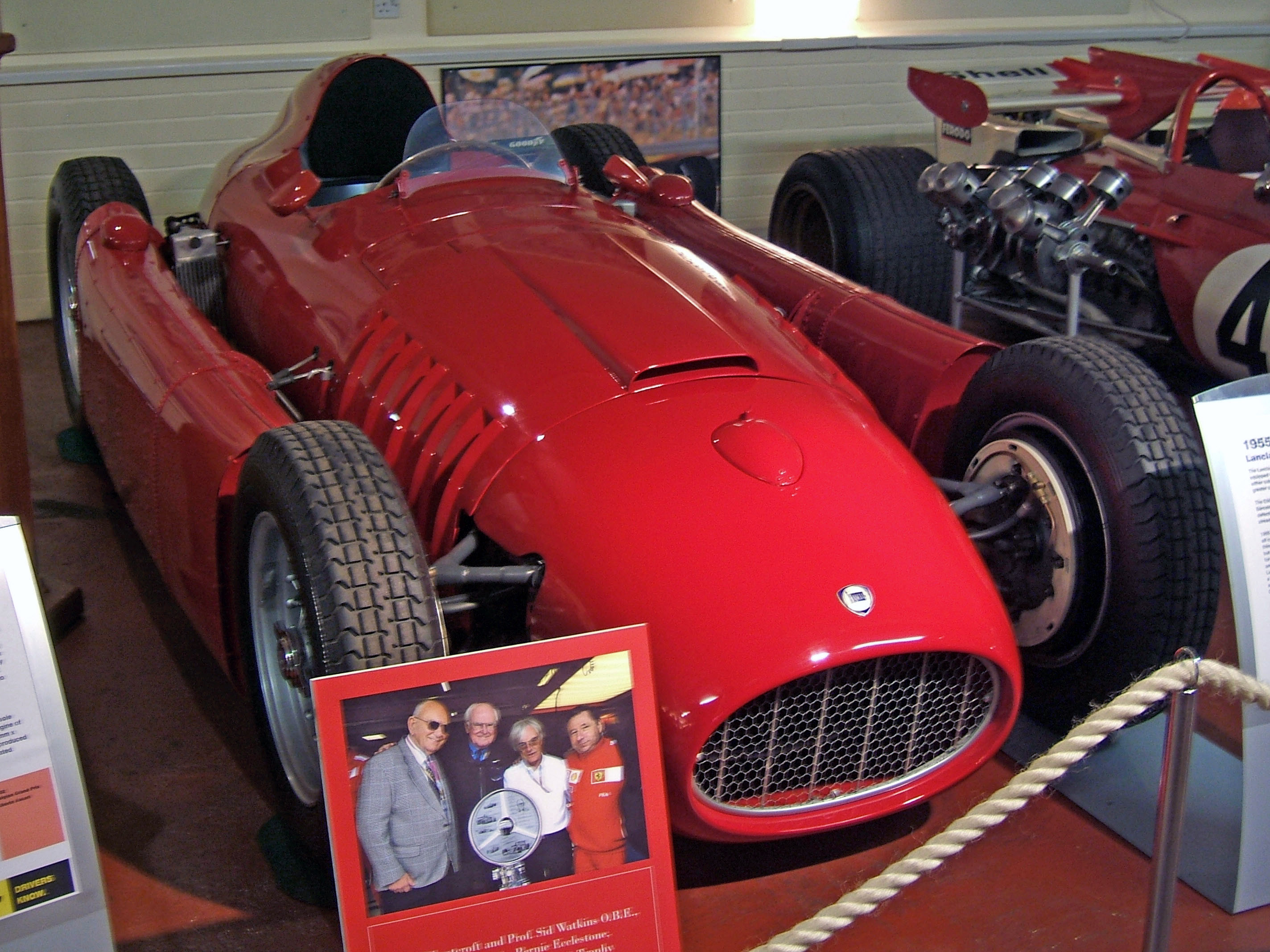
Lancia D50

После смерти Винченцо Лянча директором компании стал его сын Джанни Лянча. С этого момента Lancia стала более активно интересоваться гонками. Дебют команды Scuderia Lancia на этапах чемпионата мира Формулы-1 состоялся на последнем этапе сезона 1954. Автомобиль Lancia D50, созданный Витторио Яно принял участие в Гран-при Испании, где Альберто Аскари завоевал поул-позицию, показал лучшее время прохождения круга и лидировал 7 кругов, пока не сошёл из-за поломки сцепления. В 1955 году Аскари выиграл две внезачётные гонки Формулы-1: Гран-при Валентино и Гран-при Неаполя. А на этапе мирового первенства в Монако он вылетел с трассы, машина при этом упала в воду залива Средиземного моря. Неделю спустя, во время тестов автомобиля Ferrari в Монце он разбился. Через три дня после смерти Альберто Аскари, в связи с финансовыми проблемами команда решила покинуть большие гонки. В чемпионате мира Формулы-1 у Scuderia Lancia не было побед, приняв участие в пяти этапах в течение двух сезонов на Lancia D50 было добыто два поула и завоёван один подиум.
Всё имущество было продано команде Scuderia Ferrari. В её составе в сезоне 1956 Хуан Мануэль Фанхио на модернизированной машине, переименованной в Ferrari D50 стал чемпионом мира Ф1. Также в этом сезоне были выиграны две внезачётные гонки Формулы-1: Гран-при Буэнос-Айреса и Гран-при Сиракуз. В начале 1957 года на Lancia-Ferrari D50 команда Ferrari стартовала в двух гонках чемпионата мира. В одной из них удалось набрать зачётные очки (вне подиума), последние в турнире для модели. На Гран-при Монако дебютировала модернизированная машина, она получила название Ferrari 801, и в оставшихся гонках чемпионата мира на ней было добыто семь подиумов. В то же время на Lancia-Ferrari D50 в сезоне 1957 были выиграны три внезачётных гонки Формулы-1: Гран-при Сиракуз, Гран-при Неаполя и Гран-при Реймса.

### Ралли

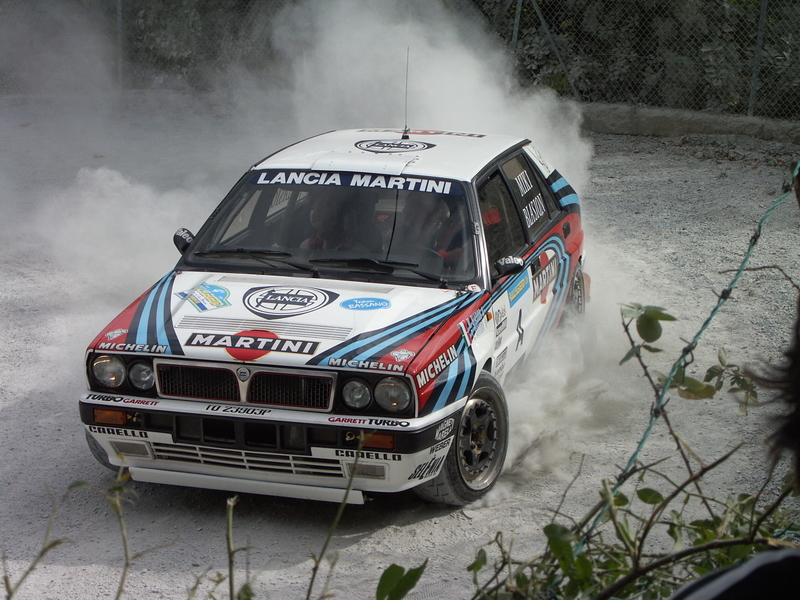
Lancia Delta HF Integrale 16v

Наибольших успехов в автогонках Lancia достигла в ралли. Команда выиграла последний международный чемпионат по ралли для производителей 1972 года на Lancia Fulvia. В командном зачёте чемпионата мира по ралли Lancia побеждала 10 раз. Трижды (1974, 1975 и 1976) команда побеждала на специально созданной для ралли модели Lancia Stratos HF «группы 4». Один раз в 1983 году на Lancia Rally 037 «группы B», также созданной исключительно для раллийных соревнований. Это был последний автомобиль с приводом на два колеса, благодаря которому был выигран зачёт производителей, в последующем командные кубки завоёвывались исключительно на полноприводных машинах. А затем Lancia рекордные шесть раз подряд (в 1987-1992 годах) выиграла чемпионат мира на ставшей легендарной Lancia Delta «группы A», в различных версиях (HF 4WD, HF integrale, HF integrale 16v, HF integrale Evo).
Раллийная история команды омрачена двумя авариями. В 1985 году во время ралли «Тур де Корс» погиб итальянец Аттилио Беттега, выступая на Lancia Rally 037. А год спустя финн Хенри Тойвонен на Lancia Delta S4 вместе со своим американским штурманом Серджио Кресто сгорели заживо после вылета с трассы, также во время французского этапа чемпионата мира. Из-за этих и ряда других аварий, в том числе со смертельным исходом, «группа B» была запрещена после сезона 1986.
В конце 1992 года Lancia объявила об уходе из мирового ралли.

### Кольцевые автогонки

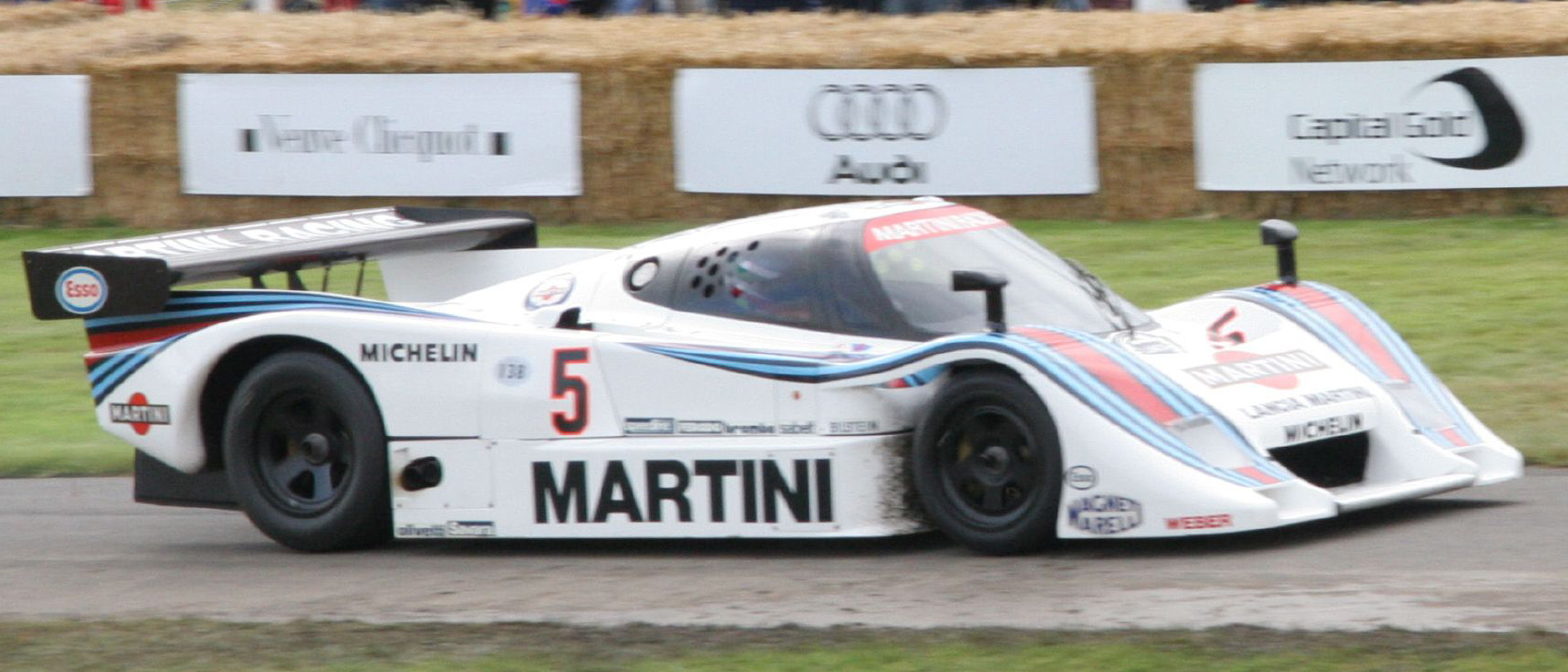
Lancia LC2

Lancia также успешно выступала в кольцевых автогонках. Lancia Stratos выступала в 1972 и 1973 годах в группе 5, а в 1973 также в группе 4. Автомобиль Lancia LC1 участвовал в гонках группы 6 в 1982 и 24 часах Ле-Мана в 1982 и 1983. После закрытия группы 6 и преобразования её в группу С Lancia подготовила новый автомобиль LC2 с двигателем Ferrari. На этом автомобиле было заработано 13 поул-позиций и выиграно 3 гонки. В связи с невозможностью на равных бороться с Porsche 956 и Porsche 962 в 1986 году Lancia приняла решение уйти из кольцевых автогонок и сконцентрироваться на выступлениях в ралли. Тем не менее, частные команды продолжали участвовать в гонках на машинах Lancia LC2 до 1991 года.